# Championnat de Pologne de football 1963-1964
Navigation
Édition précédente Édition suivante
La saison 1963-1964 du championnat de Pologne est la trente-sixième saison de l'histoire de la compétition. Cette édition a été remportée par le Górnik Zabrze pour la deuxième fois consécutive, devant le Zagłębie Sosnowiec.

## Les clubs participants
| Club               | Ville     |
| ------------------ | --------- |
| Arkonia Szczecin   | Szczecin  |
| Gornik Zabrze      | Zabrze    |
| Gwardia Varsovie   | Varsovie  |
| Legia Varsovie     | Varsovie  |
| LKS Łódź           | Lódź      |
| Odra Opole         | Opole     |
| Pogoń Szczecin     | Szczecin  |
| Polonia Bytom      | Bytom     |
| Ruch Chorzów       | Chorzów   |
| Stal Rzeszów       | Rzeszów   |
| Szombierki Bytom   | Bytom     |
| Unia Racibórz      | Racibórz  |
| Wisła Cracovie     | Cracovie  |
| Zagłębie Sosnowiec | Sosnowiec |

## Compétition

### Classement
| Rang | Équipe               | Pts | J  | G  | N | P  | Bp | Bc | Diff |
| ---- | -------------------- | --- | -- | -- | - | -- | -- | -- | ---- |
| 1    | Górnik Zabrze (T)    | 40  | 26 | 17 | 6 | 3  | 57 | 23 | +34  |
| 2    | Zagłębie Sosnowiec   | 31  | 26 | 13 | 5 | 8  | 55 | 41 | +14  |
| 3    | Odra Opole           | 31  | 26 | 12 | 7 | 7  | 42 | 31 | +11  |
| 4    | Legia Varsovie (C)   | 31  | 26 | 13 | 5 | 8  | 44 | 36 | +8   |
| 5    | Polonia Bytom        | 27  | 26 | 11 | 5 | 10 | 39 | 33 | +6   |
| 6    | Szombierki Bytom (P) | 26  | 26 | 10 | 6 | 10 | 45 | 42 | +3   |
| 7    | Ruch Chorzów         | 24  | 26 | 8  | 8 | 10 | 34 | 38 | -4   |
| 8    | Unia Racibórz (P)    | 24  | 26 | 8  | 8 | 10 | 45 | 51 | -6   |
| 9    | Gwardia Varsovie     | 24  | 26 | 8  | 8 | 10 | 35 | 41 | -6   |
| 10   | ŁKS Łódź             | 23  | 26 | 9  | 5 | 12 | 27 | 37 | -10  |
| 11   | Stal Rzeszów         | 23  | 26 | 8  | 7 | 11 | 32 | 44 | -12  |
| 12   | Pogoń Szczecin       | 21  | 26 | 7  | 7 | 12 | 29 | 36 | -7   |
| 13   | Wisła Cracovie       | 21  | 26 | 6  | 9 | 11 | 29 | 45 | -16  |
| 14   | Arkonia Szczecin     | 18  | 26 | 5  | 8 | 13 | 30 | 45 | -15  |

| Légende | Légende                                                                                      |
| ------- | -------------------------------------------------------------------------------------------- |
|         | Champion de Pologne                                                                          |
|         | Relégation en II Liga                                                                        |
|         | (T) : Tenant du titre 1962-1963 (C) : Vainqueur de la Coupe de Pologne 1963-1964 (P) : Promu |

## Bilan de la saison
| Tableau d'Honneur |                |
| Compétition       | Vainqueur      |
| I Liga            | Górnik Zabrze  |
| Coupe de Pologne  | Legia Varsovie |

| Promotions et relégations |                                 |
| Relégués en II Liga       | Wisła Cracovie Arkonia Szczecin |
| Promus de II Liga         | Zawisza Bydgoszcz Śląsk Wrocław |

## Meilleurs buteurs
| # | Joueur          | Équipe             | Buts |
| - | --------------- | ------------------ | ---- |
| 1 | Lucjan Brychczy | Legia Varsovie     | 18   |
|   | Józef Gałeczka  | Zagłębie Sosnowiec | 18   |
|   | Jerzy Wilim     | Szombierki Bytom   | 18   |